# Ticklah
Ticklah (настоящее имя — Виктор Аксельрод; англ. Victor Axelrod) — американский музыкант, продюсер и звукоинженер из Бруклина, Нью-Йорк. Он работал в разных жанрах, таких как регги, афробит и соул.
Аксельрод стал одним из основателей группы Antibales и Sharon Jones & The Dap-Kings. Он также выпустил сольный альбом и работал с Марком Ронсоном. На протяжении карьеры он записывался и продюсировал музыку различных артистов, включая Amy Winehouse.
Аксельрод также работал с лейблом Easy Star Records и выпустил даб-регги-реинтерпретацию альбома Pink Floyd "The Dark Side of the Moon". В 2013 году он покинул группу Antibales, чтобы сосредоточиться на своих проектах.
Аксельрод активно сотрудничал с разными артистами и выпустил музыку в стиле регги. В его творчестве он объединяет различные жанры и показывает свою экспериментальность.
Также в честь него названа радиостанция в Grand Theft Auto: Chinatown Wars — Ticklah.

## Дискография

### Альбомы
- 2003: Easy Star All Stars

- 2005: Antibalas

- 2007: Ticklah

- 2012: Sierra Leone's Refugee All Stars

- 2015: The Frightnrs - Inna Lovers Quarrel

- 2016: The Frightnrs Nothing More To Say